# Macchia d'Isernia
Macchia d'Isernia es una comune italiana de la provincia de Isernia, región de Molise. Tiene una población estimada, a fines de octubre de 2021, de 1019 habitantes.

## Evolución demográfica
| Gráfica de evolución demográfica de Macchia d'Isernia entre 1861 y 2021 |
|                                                                         |
| Fuente ISTAT - elaboración gráfica de Wikipedia                         |